# Yoann Gasiorowski
Pour les articles homonymes, voir Gasiorowski.
 (mai 2022).
La mise en forme du texte ne suit pas les recommandations de Wikipédia : il faut le « wikifier ».
Les points d'amélioration suivants sont les cas les plus fréquents :
- Les titres sont pré-formatés par le logiciel. Ils ne sont ni en capitales, ni en gras.
- Le texte ne doit pas être écrit en capitales (les noms de famille non plus), ni en gras, ni en italique, ni en « petit »…
- Le gras n'est utilisé que pour surligner le titre de l'article dans l'introduction, une seule fois.
- L'italique est rarement utilisé : mots en langue étrangère, titres d'œuvres, noms de bateaux, etc.
- Les citations ne sont pas en italique mais en corps de texte normal. Elles sont entourées par des guillemets français : « et ».
- Les listes à puces sont à éviter, des paragraphes rédigés étant largement préférés. Les tableaux sont à réserver à la présentation de données structurées (résultats, etc.).
- Les appels de note de bas de page (petits chiffres en exposant, introduits par l'outil «  Source ») sont à placer entre la fin de phrase et le point final[comme ça].
- Les liens internes (vers d'autres articles de Wikipédia) sont à choisir avec parcimonie. Créez des liens vers des articles approfondissant le sujet. Les termes génériques sans rapport avec le sujet sont à éviter, ainsi que les répétitions de liens vers un même terme.
- Les liens externes sont à placer uniquement dans une section « Liens externes », à la fin de l'article. Ces liens sont à choisir avec parcimonie suivant les règles définies. Si un lien sert de source à l'article, son insertion dans le texte est à faire par les notes de bas de page.
- La présentation des références doit suivre les conventions bibliographiques. Il est recommandé d'utiliser les modèles {{Ouvrage}}, {{Chapitre}}, {{Article}}, {{Lien web}} et/ou {{Bibliographie}}. Le mode d'édition visuel peut mettre en forme automatiquement les références.
- Insérer une infobox (cadre d'informations à droite) n'est pas obligatoire pour parachever la mise en page.

Pour une aide détaillée, merci de consulter Aide:Wikification.
Si vous pensez que ces points ont été résolus, vous pouvez retirer ce bandeau et améliorer la mise en forme d'un autre article.
Yoann Gasiorowski, né le 18 août 1988 à Poitiers, est un acteur, musicien et metteur en scène français.
Ancien élève de l'École de la Comédie de Saint-Étienne, puis membre de la troupe du Théâtre Dijon-Bourgogne, il est pensionnaire de la Comédie-Française depuis le 2 janvier 2018.

## Théâtre

### Comédie-Française
- 2025 : Les Serge (Gainsbourg point barre), mise en scène Sébastien Pouderoux et Stéphane Varupenne, tournée

- 2024 : Le Suicidé de Nikolaï Erdman, mise en scène de Stéphane Varupenne, Salle Richelieu

- 2023 : Cyrano de Bergerac d'Edmond Rostand, mise en scène Emmanuel Daumas, salle Richelieu - rôle de Christian

- 2023 : La Puce à l'oreille de Georges Feydeau, mise en scène Lilo Baur, salle Richelieu
- 2023 : Le Chien d'après Marcel Aymé, mise en scène Raphaëlle Saudinos et Véronique Vella, Studio-Théâtre

- 2022 : Gabriel d'après George Sand, mise en scène Laurent Delvert, Vieux-Colombier
- 2022 : Le Misanthrope de Molière, mise en scène Clément Hervieu-Léger, Salle Richelieu
- 2022 : Le Malade imaginaire de Molière, mise en scène Claude Stratz, Salle Richelieu
- 2022 : D'où rayonne la nuit, écriture et mise en scène Yoann Gasiorowski, arrangements Vincent Leterme, Studio-Théâtre[3],[4]
- 2021 : Mais quelle Comédie !, mise en scène Marina Hands et Serge Bagdassarian, salle Richelieu[5]
- 2021 : Le Bourgeois gentilhomme de Molière, mise en scène Valérie Lesort et Christian Hecq, salle Richelieu
- 2021 : Music-hall de Jean-Luc Lagarce, mise en scène Glyslein Lefever, Studio-Théâtre
- 2020 : Le Côté de Guermantes d'après Marcel Proust, mise en scène Christophe Honoré, Théâtre Marigny
- 2019 : Suzy Storck de Magali Mougel, mise en espace Yoann Gasiorowski, Studio-Théâtre
- 2019 : Les Serge (Gainsbourg point barre), conception et mise en scène Sébastien Pouderoux et Stéphane Varupenne, Studio-Théâtre[6]
- 2019 : Le Voyage de G. Mastorna d'après Federico Fellini, mise en scène Marie Rémond, Théâtre du Vieux-Colombier|Vieux-Colombier
- 2018 : La Nuit des rois de William Shakespeare, mise en scène Thomas Ostermeier, salle Richelieu (Molière du Théâtre Public 2019)
- 2018 : Lucrèce Borgia de Victor Hugo, mise en scène Denis Podalydès, salle Richelieu
- 2018 : Les Ondes Magnétiques de David Lescot, mise en scène David Lescot, Théâtre du Vieux-Colombier|Vieux-Colombier
- 2018 : Faust de Goethe, adaptation et mise en scène Valentine Losseau et Raphaël Navarro, Vieux Colombier

### Hors Comédie-Française
- 2017 : Love and Money de Dennis Kelly, mise en scène Mathilde Souchaud,
- 2017 : 20 Novembre de Lars Noren, adaptation et mise en scène Angélique Orvain
- 2016 : La Devise de François Bégaudeau, mise en scène Benoît Lambert, Théâtre Dijon-Bourgogne, tournée[7]
- 2016 : Le Moche de Marius von Mayenburg, mise en scène Mathilde Souchaud, Théâtre de l'Elysée
- 2014 : Tartuffe 2.4, mise en scène Benoît Lambert, Théâtre Dijon-Bourgogne, tournée
- 2014 : Le Tartuffe ou l'Imposteur de Molière, mise en scène Benoît Lambert, Théâtre Dijon-Bourgogne, tournée
- 2011 : Monologue sans titre de Daniel Keene, mise en scène Rodolphe Gentilhomme, Conservatoire de Poitiers
- 2011 : Patio d'après Olivia Rosenthal, mise en scène Cyril Teste, Théâtre Audititorium de Poitiers

## Filmographie
Long métrage
- 2021 : Guermantes de Christophe Honoré[8]

Courts métrages
- 2022 : Bingo de Fanny Ruwet
- 2021 : Mariam de Lionel Méta
- 2019 : Rap Night de Salvatore Lista

#### Série télévisée
- 2025 : Paolo de Sébastien Marnier - rôle principal
- 2024 : Enjoy ! de Lionel Méta

## Fictions radiophoniques
- 2021 : Charles Baudelaire et le procès des Fleurs du mal de Christine Spianti, réalisation Cédric Aussir
- 2021 : Le Petit Nicolas d'après René Goscinny, réalisation Baptiste Guiton
- 2020 : Les Aventures de Tintin : Les Bijoux de la Castafiore d'après Hergé, réalisation Benjamin Abitan
- 2020 : Dominique Larrey, pionnier de la médecine d'urgence de Christine Spianti, réalisation Baptiste Guiton
- 2019 : Les Anneaux de Bicêtre d'après Georges Simenon, réalisation Michel Sidoroff
- 2018 : Les Aventures de Tintin : Le Temple du Soleil d'après Hergé, réalisation Benjamin Abitan
- 2018 : Le Bruit des Taupes de Magali Mougel, réalisation Baptiste Guiton